# Saggio su una nuova teoria della facoltà umana della rappresentazione
Saggio di una nuova teoria della facoltà rappresentativa umana in generale (in tedesco Versuch einer neuen Theorie des menschlichen Vorstellungsvermögens) è un'opera filosofica di Karl Leonhard Reinhold, pubblicata a Jena nel 1789.

## Contenuti
In quest'opera Reinhold si propone di ricondurre a un fondamento unitario l'intera attività della ragione, perseguendo una riorganizzazione sistematica della filosofia kantiana. Il Saggio si articola in tre parti, dedicate:
a) alla necessità di una nuova indagine sulla facoltà della rappresentazione

b) alla fondazione di una teoria della facoltà rappresentativa 

c) di una teoria della facoltà conoscitiva. 
È comunque evidente che ormai il processo di revisione della metafisica è irreversibilmente avviato verso la centralità del soggetto a scapito della rappresentazione dell'Essere come Oggetto (l'Ente).
Nella prima parte dell'opera Reinhold afferma tra l'altro:
In altre parole, la teoria critica kantiana – il principio secondo cui la ragione deve saper riconoscere e definire i limiti delle proprie possibilità, cioè quali sono i limiti possibili della conoscenza – va estesa a un ambito più generale che non si fermi alla sola conoscenza ma includa tutte le facoltà rappresentative. La conoscenza diventa “semplicemente” un modo della rappresentazione. 
Ciò di cui si cerca il fondamento diventa sempre più generale. Non sono più le singole facoltà mentali in quanto tali ad essere studiate – intuizione, intelletto, ragione – ma la loro stessa fonte originaria. Kant non aveva mai ritenuto lecito di spingersi tanto avanti, nell'indagare qualcosa come la "coscienza in sé". Nell'Introduzione alla Critica della ragion pura scrisse: 
Martin Heidegger, in Kant e il problema della metafisica, scrive che con queste parole Kant muove verso l'ignoto, e consapevolmente lo addita, senza pretendere di risolverlo in una evidenza manifesta. Compito che invece si pone Reinhold: mostrare l'ignoto, renderlo accessibile. Più avanti, nella parte seconda, Reinhold infine aggiunge:
Questo senza dubbio costituisce l'elemento clamoroso capace di trasformare la filosofia critica di Kant in un'altra cosa: Non è più il soggetto che ha una coscienza, ma è la coscienza che ha un soggetto.
Il soggetto pensante può essere "compreso" nella coscienza così come essa "comprende" l'oggetto pensato. Parlando di mente: essa viene a comprendere in sé "anche" la conoscenza – non è più "La conoscenza". La conoscenza diventa uno dei processi interni alla mente, sullo stesso piano di tutti gli altri. Così l'oggetto viene equiparato al soggetto: la cosa pensata diventa della stessa natura del pensiero che la pensa. La cosa stupefacente è che ciò avviene in un contesto linguistico di tre righe e mezzo. Dalla rappresentazione, cioè dalla coscienza, vengono esclusi la cosa in sé, cioè l'oggetto esterno, e l'io in sé, che potrebbe essere inteso come "anima". La coscienza diventa il luogo delle condizioni interne, cioè dei rapporti tra "io penso" e fenomeno. In altre parole, l'unica cosa che conta per la coscienza sono i modi in cui essa opera. Per la coscienza, il mondo è la sua rappresentazione, se vogliamo anticipare uno slogan di un certo successo. Alla coscienza interessano le condizioni interne della rappresentazione. La loro materia – cosa in sé - rimane estranea a ogni principio di conoscenza.